# 克莱雷迪布瓦
克莱雷迪布瓦（法語：Cléré-du-Bois，法語發音：[kleʁe dy bwa]）是法国安德尔省的一个市镇，位于该省西北部，属于沙托鲁区。

## 地理
克莱雷迪布瓦（46°55'24"N, 1°6'7"E）面积36.13 平方千米，位于法国中央-卢瓦尔河谷大区安德尔省，该省份为法国中部省份，北起卢瓦-谢尔省，西北接安德尔-卢瓦尔省，西南接维埃纳省，南至克勒兹省和上维埃纳省，东临谢尔省。
与克莱雷迪布瓦接壤的市镇（或旧市镇、城区）包括：安德尔河畔沙蒂永、弗莱雷拉里维耶尔、米尔、奥布泰尔、波奈、圣弗洛维耶。

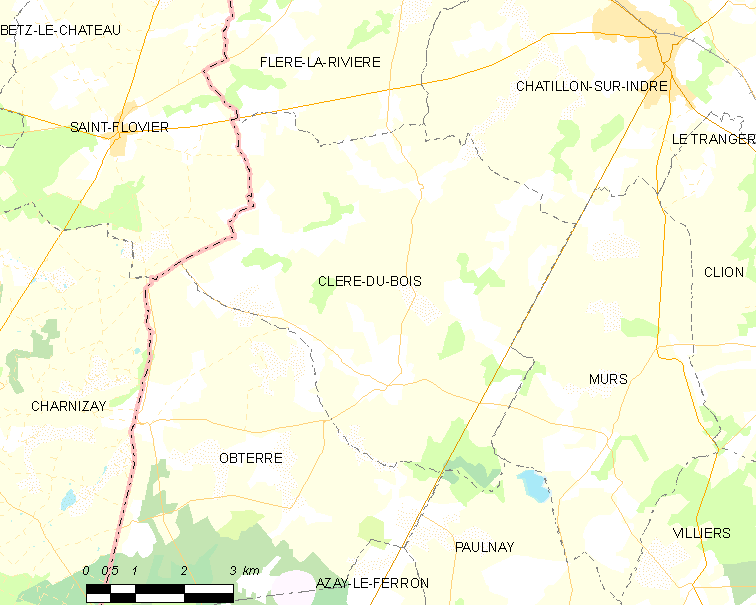
克莱雷迪布瓦的OSM定位图

克莱雷迪布瓦的时区为UTC+01:00、UTC+02:00（夏令时）。

## 行政
克莱雷迪布瓦的邮政编码为36700，INSEE市镇编码为36054。

## 政治
克莱雷迪布瓦所属的省级选区为比藏赛县。

## 人口

1962-2008年间克莱雷迪布瓦人口变化图示

克莱雷迪布瓦于2022年1月1日时的人口数量为234人。